# メス - ズーフゲン線
メス - ズーフゲン線（フランス語: Ligne de Metz-Ville à Zoufftgen）はグラン・テスト地域圏モゼル県の中心地メスとズーフゲンにあるルクセンブルク国境線を結ぶフランス国鉄の複線幹線鉄道である。この路線はルクセンブルク - メス鉄道のフランス部分にあたる。

## 歴史
パリ＝ストラスブール鉄道会社（Compagnie du chemin de fer de Paris à Strasbourg）は1852年3月25日建設許可を獲得した。主要条件はメス - ティオンヴィル間を4年以内に完工して、その後鉄道をルクセンブルク国境線まで延長することであった。社名がフランス東部鉄道（Compagnie des chemins de l’Est）と変更された後、メス - ティオンヴィル間が1854年9月16日開通された。1857年6月10日にフランスとルクセンブルクは条約を締結し、両国間の鉄道建設および運営について合議した。1859年にメス - ティオンヴィル間はルクセンブルクまで延長された。
1871年までこの路線は東部鉄道に属したが、プロイセン・フランス戦争の終戦後の強化条約により、アルザス＝ロレーヌ地方にあった東部鉄道はエルザス＝ロートリンゲン管理局の利益ため国有鉄道となった。1895年から1898年までディーデンホーフェン駅（現在ティオンヴィル駅）の南側にあるモーゼル川鉄道橋が拡張されて、この路線の複線およびモオン - ティオンヴィル線の複線とド・ヴェンデル工場の専用線が設置された。
1919年アルザス＝ロレーヌ鉄道機関（Administration des chemins de fer d’Alsace et de Lorraine, AL）はELを継承して、1938年フランス国営鉄道がALの路線網を引き受けた。
1956年電車線は全区間にかけて設置された。

## 運行形態
- TGV: モンペリエ - リヨン - ミュルーズ - ストラスブール - メス - ティオンヴィル - ルクセンブルク[5]。
- TGV: パリ東駅 - メス - ティオンヴィル - ルクセンブルク[5]。
- 快速列車（RE90）: メス - メス北駅 - ヴォワピー - メジエル・レ・メス - アゴンダンジュ - ユカンジュ - ティオンヴィル - エタンジュグランド - ベッテンブルク - ルクセンブルク[6]。